# Ibrahim Temo
Ibrahim Temo vagy eredeti albán nevén Ibrahim Et’hem Starova (Sztruga, 1865. március – Konstanca, 1939. augusztus 15.) albán nemzetiségű oszmán-albán-román politikus, orvos.
Konstantinápolyban 1889-ben az abszolutista államhatalom ellen szervezkedő, az ifjútörök mozgalmat megelőlegező szervezet, az Egység és Haladás Bizottság társalapítója volt. A politikai üldöztetés elől 1893-ban Romániában telepedett le, és a következő évtizedekben az ifjútörök eszméket, az alkotmányos és demokratikus oszmán nemzetállamon belüli politikai és kulturális autonómia gondolatát terjesztette a romániai és bulgáriai török és albán emigráció köreiben. Az 1900-as évek végén eltávolodott a hatalomra került ifjútörököktől, 1909-től az Oszmán Demokrata Párt társalapítójaként volt a konstantinápolyi parlament képviselője. 1920-tól a román szenátus képviselőjeként küzdött a muszlim kisebbségek egyenjogúságáért.

## Életútja
Mat vidéki származású családban született az Ohridi-tó északi partján fekvő Sztrugában. A konstantinápolyi Oszmán Orvosi Akadémián szerzett oklevelet, és már tanulmányai során csatlakozott az oszmán abszolutista politikai rendszer ellenzékéhez. Közéleti gondolkodását francia szerzők politikaelméleti írásai formálták. 1889. június 2-án Temo és három diáktársa, a cserkesz Mehmed Resid, valamint a kurd İshak Sükûti és Abdullah Cevdet megalapították az Egység és Haladás Bizottságot, amelyet a végül 1908-ban győzedelmeskedett ifjútörök mozgalom első politikai szervezeteként tartanak számon. Legfőbb vezéreszméik az alkotmányosság, a demokrácia, a decentralizáció, illetve az állampolgárok jogegyenlősége volt. Ezzel párhuzamosan Temo közreműködött a Jani Vreto, Kostandin Kristoforidhi és Sami Frashëri nevével fémjelzett konstantinápolyi albán hazafias körök tevékenységében is. Temo vonta be az ifjútörökök politikai küzdelmeibe Ziya Gökalpot, a török nacionalizmus későbbi vezéralakját, valamint az albán Shahin Kolonját és Nexhip Dragát. A hatalom titkos mozgolódásukat üldözte, Temo ezért 1889 végén szülővárosába menekült, de csakhamar letartóztatták és visszahurcolták Konstantinápolyba.
Jóakarói közbenjárására börtönéből csakhamar kiszabadult, és 1893-tól a hajdarpasai Paragon Kórház szemészorvosaként dolgozott. Ez idő alatt azonban az 1889-ben kisarjadt ifjútörök eszmék tovább terjedtek, különösen a katonai akadémiák tisztjei és kadétjai körében, és ellenzéki körökben Temo politikai ázsiója megnövekedett. 1895 szeptemberében jobbnak látta elhagyni az oszmán fővárost, és Romániába hajózott, ahol Nikollë Naço, a bukaresti albán szervezetek egyike, a Drita (’A Fény’) elnökének jóvoltából Konstanca mellett, Medgidiában orvosi álláshoz jutott. Munkájával párhuzamosan a századfordulótól különösen aktívan szervezte az ifjútörök mozgalmat a romániai és bulgáriai emigránsok köreiben. Terjesztette az ifjútörök eszméket, az oszmán nemzetállamon belüli politikai és kulturális autonómia ügyét, több török nyelvű hírlap és hazafias albán klub alapításához járult hozzá. Ebben társa Dervish Hima volt, aki eközben a Balkán nyugati vidékein folytatott hasonló tevékenységet. Temo idővel egyre elégedetlenebben szemlélte az ifjútörökök kibontakozó nacionalizmusát, és szorosan együttműködve küzdött az albán nép önrendelkezéséért. 1909 februárjában régi eszmetársaival, Abdullah Cevdettel és Dervish Himával megalapították az Oszmán Demokrata Pártot, amely többek között az állampolgárok egyenjogúságát, a szegénység elleni küzdelmet és a nemzetiség anyanyelvi oktatását vette fel politikai programpontjai közé. 1910 és 1912 között a konstantinápolyi parlament legtöbb albán nemzetiségű képviselője csatlakozott pártjukhoz, jóllehet, számottevő politikai erővé nem váltak.
Az első Balkán-háború 1913. őszi kitörésekor Temo a Román Vörös Kereszt konstantinápolyi megbízottja lett, és ebben a minőségében sok időt töltött a függetlenné váló Albániában. Miután Vilmos 1914 márciusában elfoglalta az Albán Fejedelemség trónját, Temót az albán egészségügyi intézményhálózat vezetőjévé nevezték ki, elsőrendű feladata az országban sok gondot okozó malária elleni küzdelem megszervezése volt. Miután a fejedelemség hat hónappal később összeomlott, 1914 szeptemberében Temo is visszatért Romániába, majd az első világháborút a román hadsereg századosaként szolgálta végig.
A világháború lezárultával a romániai albán közösség képviseletében jelen volt a Párizs környéki béketárgyalásokon. Hazatérését követően 1920 és 1922 között a román szenátusban Caliacra megye néppárti képviselője lett, de ezt követően is küzdött a romániai törökök és más muszlim közösségek kisebbségi jogaiért.
Halála évében Medgidiában jelent meg török nyelvű memoárja Cemiyetinin teşekkülü ve bidemat-i vataniye ve inkilâb-i milliye dair hatiratim (’Az Egység és Haladás Bizottságának megalapítása, emlékeim a haza szolgálatáról és a nemzeti forradalomról’) címen.